# Koos Moerenhout
Koos Moerenhout (Achthuizen, Países Bajos, 5 de noviembre de 1973) es un exciclista profesional neerlandés. Fue campeón de los Países Bajos en ruta en los años 2007 y 2009.

## Biografía
Como amateur corrió para el Motorola en el que consiguió la victoria general del Tour de Lieja. Más tarde, en 1996, pasó a profesionales con el equipo Rabobank, en ese año se llevó la victoria general del Circuito Franco-Belga, incluida una etapa. Consiguió la victoria del Dokkum Woudenomloop. Siguiendo en el mismo equipo, al año siguiente se llevó la victoria de etapa del Vuelta a Renania-Palatinado, consiguiendo también la clasificación de la montaña. Continuando con su periplo en el Rabobank, consiguió una victoria de etapa en Profronde van Oostvoorne y en 1999 una etapa de la Vuelta al País Vasco, incluida la general de la montaña.
Dejando atrás al Rabobank, fichó por el Farm Frites, otro equipo neerlandés. En su primer año con este equipo consiguió la victoria en la primera etapa del Tour Down Under. También hizo una buena actuación en los campeonatos neerlandeses ya que quedó en segunda posición tanto en 2000, como en 2004. Sufrió una crisis de resultados ya que no volvió a ganar hasta 2003 donde corrió para el Lotto-Domo. Ganó una etapa en el Rheinland-Pfalz Rundfahrt, donde ya había ganado una etapa en esa misma vuelta en 1997. En 2004 volvió a quedar segundo clasificado en el campeonato neerlandés y ganó en Izegem. Al año siguiente, quedó 13.º en la Vuelta a España. Terminó su aventura con el Davitamon-Lotto en 2006.
Corrió para el Phonak en 2006, donde hizo un buen papel ganando la Zevenbergen & Geleen. Militó tan solo un año en sus filas marchándose, de nuevo, al equipo que le dio a conocer profesionalmente.
De nuevo en el Rabobank, consiguió su triunfo más importante al proclamarse campeón de su país, hazaña que repetiría después en 2009. En 2007, aparte del triunfo nacional, gana el Acht van Chaam. En 2008 conquistó el Criterium de Boxmeer, triunfo que no pudo conseguir en 2009 ya que le adelantó Andy Schleck en el esprint final. En ese mismo año consiguió de nuevo el Campeonato de los Países Bajos por delante de Kenny van Hummel y Joost van Leijen.

## Palmarés
| 1994 - Tríptico de las Ardenas 1996 - Circuito Franco-Belga, más 1 etapa 1997 - 1 etapa de la Vuelta a Renania-Palatinado 1999 - 1 etapa de la Vuelta al País Vasco 2000 - 1 etapa del Tour Down Under - 2.º en el Campeonato de los Países Bajos en Ruta 2003 - 1 etapa de la Vuelta a Renania-Palatinado 2004 - 2.º en el Campeonato de los Países Bajos en Ruta | 2007 - Campeonato de los Países Bajos en Ruta - Acht van Chaam 2008 - 2.º en el Campeonato de los Países Bajos en Ruta 2009 - Campeonato de los Países Bajos en Ruta - 2.º en el Campeonato de los Países Bajos Contrarreloj - 1 etapa de la Vuelta a Austria 2010 - 2.º en el Campeonato de los Países Bajos Contrarreloj - 1 etapa del Eneco Tour |

## Resultados en Grandes Vueltas y Campeonatos del Mundo
| Carrera              | Carrera              | 1996 | 1997 | 1998 | 1999 | 2000 | 2001 | 2002 | 2003  | 2004  | 2005 | 2006 | 2007 | 2008 | 2009 | 2010 |
| -------------------- | -------------------- | ---- | ---- | ---- | ---- | ---- | ---- | ---- | ----- | ----- | ---- | ---- | ---- | ---- | ---- | ---- |
|                      | Giro de Italia       | —    | —    | —    | —    | Ab.  | —    | —    | 52.º  | —     | —    | —    | 70.º | —    | —    | —    |
|                      | Tour de Francia      | —    | —    | 44.º | —    | 77.º | —    | —    | 128.º | 100.º | —    | 61.º | —    | 32.º | —    | 52.º |
|                      | Vuelta a España      | —    | 65.º | Ab.  | Ab.  | —    | —    | 72.º | —     | —     | 14.º | —    | 42.º | —    | 36.º | —    |
| Mundial en Ruta      | Mundial en Ruta      | Ab.  | 51.º | 48.º | —    | —    | —    | —    | Ab.   | Ab.   | 17.º | —    | Ab.  | Ab.  | 23.º | 13.º |
| Mundial Contrarreloj | Mundial Contrarreloj | —    | —    | —    | —    | —    | —    | —    | —     | —     | —    | —    | —    | —    | 7.º  | 6.º  |

—: no participa

Ab.: abandono